# Cassinetta di Lugagnano
Cassinetta di Lugagnano település Olaszországban, Lombardia régióban, Milánó megyében. Lakosainak száma 1912 fő (2023. január 1.). Cassinetta di Lugagnano Abbiategrasso, Albairate, Corbetta és Robecco sul Naviglio községekkel határos.

## Népesség
A település lakossága az elmúlt években az alábbi módon változott:
| Lakosok száma | 1920 | 1911 | 1905 | 1912 |
|               | 2013 | 2017 | 2018 | 2023 |